# Franz Xaver Riepl

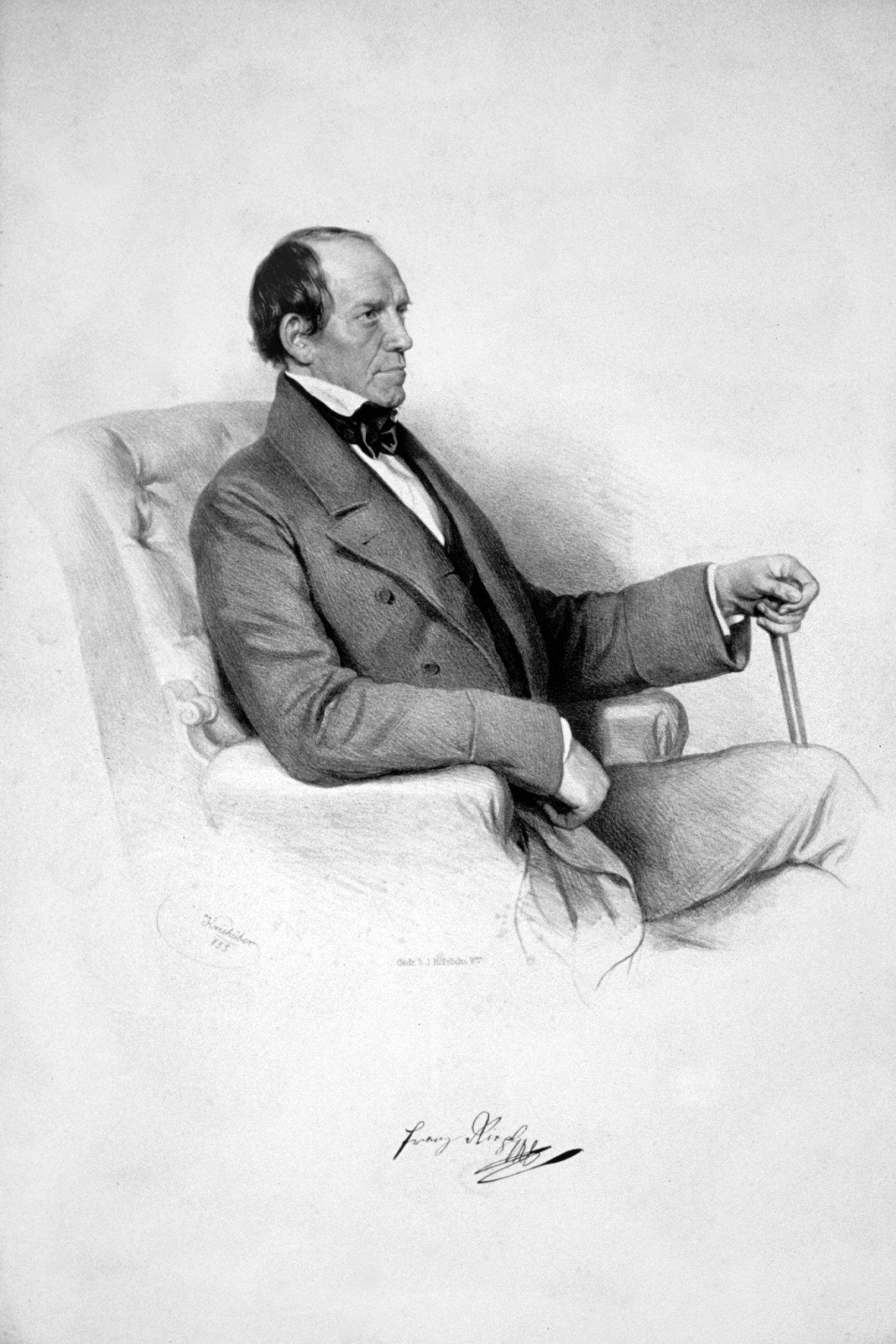
Franz Xaver Riepl, Lithographie von Josef Kriehuber, 1855

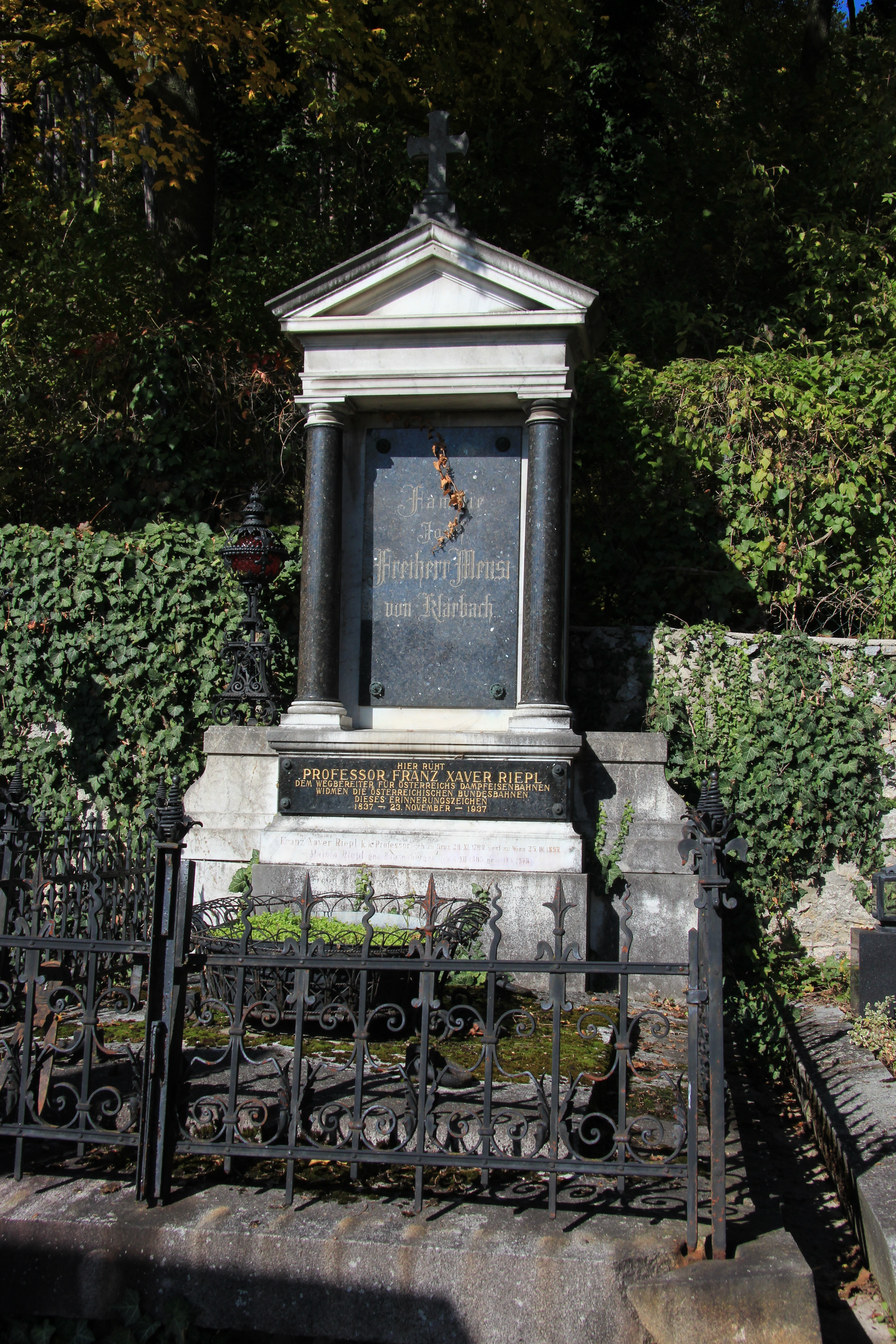
Heutiges Grab von Franz Xaver Riepl in der Hinterbrühl

Franz Xaver Riepl (* 29. November 1790 in Graz; † 25. April 1857 in Wien) war ein österreichischer Geologe, Eisenbahn- und Hüttenfachmann.

## Leben
Von Riepl, der 1819 bis 1838 am k.k. polytechnischen Institut in Wien als Professor für Warenkunde und Naturgeschichte wirkte, stammte die Anregung, den steirischen Erzberg im Tagebau abzubauen. Riepl entwickelt auch bereits 1828 den Plan einer Bahnverbindung von Galizien über Wien nach Triest, und er entwickelte detaillierte Streckenpläne.
Von ihm stammt auch der Anstoß zur Errichtung der für den Bau der Nordbahn wichtigen Witkowitzer Eisenwerke. 1836 legte er den ersten Plan für ein Eisenbahnnetz Gesamtösterreichs vor. Statt der Semmeringbahn empfahl er einen Streckenverlauf über Varasd (vgl. Erzherzog Johann-Bahn).
Am 25. April 1857 verstarb Franz Xaver Riepl, k.k. emerit. Professor und Director der Nordbahn, im Haus Landstraße 484 an Lungenlähmung. Sein Leichnam wurde zunächst am Sankt Marxer Friedhof beigesetzt – seine letzte Ruhe jedoch fand Riepl am Friedhof der Marktgemeinde Hinterbrühl (Eichbergstraße) in Niederösterreich.
Im Jahr 1904 wurde die im Bereich des Südbahnhofs in Wien-Favoriten gelegene Rieplstraße nach ihm benannt. Ebenso wurde in Graz-Gries eine Gasse Franz-Riepl-Gasse zu Ehren des Eisenbahnpioniers benannt.